# بوخ ام ارلباخ

بوخ ام ارلباخ (به آلمانی: Buch am Erlbach) یک شهر در آلمان است که در بایرن واقع شده‌است.

## خصوصیات
بوخ ام ارلباخ ۲۶٫۷۱ کیلومترمربع مساحت دارد ۴۴۱ متر بالاتر از سطح دریا واقع شده‌است.